# 무샤섬
무샤섬(Île Moucha)은 지부티 해안에 있는 작은 산호섬이다. 타주라만 중앙에 위치해 있다. 이 섬은 지부티 지역의 일부이며, 총 인구는 약 20명이지만 여름철에는 상당히 증가한다.
이 섬은 1840년부터 1887년까지 영국에 의해 점령되었다.

## 역사
1840년 8월, 타주라의 술탄 무함마드 빈 무함마드와 인도 해군 사령관 로버트 모레스비 사이에 우호 및 통상 조약이 체결되면서 무샤섬을 쌀 열 자루에 영국에 판매하는 내용이 명시되었다. 그러나 이 판매는 점령을 조건으로 했다. 1887년, 영국은 제일라와 인근 사드 앗 딘 제도에 대한 프랑스의 모든 권리 포기를 대가로, 타주라만에서 프랑스의 영향권을 인정하면서 섬의 주권을 프랑스에 할양했다.
1900년, 보건 격리자들을 수용하기 위한 검역소가 건설되었으나, 가용한 의료 인력 부족으로 결국 사용되지 않았다.
이 섬들은 1914년 앙리 드 몽프레드가 밀수된 무기를 팔기 위한 무기 은닉처로 사용했다. 은닉처가 발각된 후, 섬에는 "토착 경비대"가 배치되었고 점유가 제한되었다. 이 감시 초소는 1915년 5월에 철거되었다.

## 지리
무샤섬은 지부티에서 가장 큰 섬이다. 길이가 3km가 채 안 되는 무샤섬 본토는 더 작은 마스칼리 제도, 몇몇 작은 섬들과 산호초로 둘러싸여 있다. 이 섬은 지부티 본토에서 남쪽으로 약 15 킬로미터 (9 마일) 떨어져 있다.

### 기후
이 섬은 일년 내내 훨씬 더 맑은 날과 높은 온도를 보인다. 건조 기후(쾨펜: BWh)를 특징으로 하며, 온도는 12월, 1월, 2월에는 매우 따뜻하고 7월에는 극도로 덥다. 두 계절이 있는데, 5월부터 10월까지의 여름 건기, 그리고 11월부터 4월까지의 비교적 시원한 계절(겨울)이다.
| Moucha Island의 기후     | Moucha Island의 기후 | Moucha Island의 기후 | Moucha Island의 기후 | Moucha Island의 기후 | Moucha Island의 기후 | Moucha Island의 기후 | Moucha Island의 기후 | Moucha Island의 기후 | Moucha Island의 기후 | Moucha Island의 기후 | Moucha Island의 기후 | Moucha Island의 기후 | Moucha Island의 기후 |
| 월                       | 1월                  | 2월                  | 3월                  | 4월                  | 5월                  | 6월                  | 7월                  | 8월                  | 9월                  | 10월                 | 11월                 | 12월                 | 연간                 |
| ------------------------ | -------------------- | -------------------- | -------------------- | -------------------- | -------------------- | -------------------- | -------------------- | -------------------- | -------------------- | -------------------- | -------------------- | -------------------- | -------------------- |
| 일평균 최고 기온 °C (°F) | 29.3 (84.7)          | 29.8 (85.6)          | 31.4 (88.5)          | 33.2 (91.8)          | 35.8 (96.4)          | 38.2 (100.8)         | 39.9 (103.8)         | 39.1 (102.4)         | 37.0 (98.6)          | 34.4 (93.9)          | 31.8 (89.2)          | 30.0 (86.0)          | 34.2 (93.5)          |
| 일평균 최저 기온 °C (°F) | 22.2 (72.0)          | 23.4 (74.1)          | 24.4 (75.9)          | 25.8 (78.4)          | 27.9 (82.2)          | 30.0 (86.0)          | 30.0 (86.0)          | 29.4 (84.9)          | 29.5 (85.1)          | 26.5 (79.7)          | 24.4 (75.9)          | 23.1 (73.6)          | 26.4 (79.5)          |
| 평균 강우량 mm (인치)    | 5 (0.2)              | 9 (0.4)              | 19 (0.7)             | 14 (0.6)             | 8 (0.3)              | 0 (0)                | 0 (0)                | 6 (0.2)              | 11 (0.4)             | 10 (0.4)             | 7 (0.3)              | 6 (0.2)              | 95 (3.7)             |
| 출처: Climate-Data       |                      |                      |                      |                      |                      |                      |                      |                      |                      |                      |                      |                      |                      |

### 사진 갤러리
무샤섬
- 무샤섬 풍경
- 해변 풍경
- 무샤의 맹그로브 늪
- 위성 사진

## 경제
무샤의 경제는 주로 서비스업과 관광업에 기반을 두고 있다. 무샤섬은 지부티의 인기 있는 휴양지 중 하나이다. 섬의 주요 도시인 무샤는 무샤 공항을 통해 접근할 수 있다. 이 모든 섬들은 때때로 무샤 제도라고 통칭되며, 잘 알려진 다이빙 장소이다.